# Tuyên Châu
Tuyên Châu (chữ Hán giản thể: 宣州区, Hán Việt: Tuyên Châu khu) là một quận thuộc địa cấp thị Tuyên Thành, tỉnh An Huy, Cộng hòa Nhân dân Trung Hoa. Quận này có diện tích 2533 km2, dân số 840.000 người, mã số bưu chính 242000. huyện lỵ ở đường Điệp Chướng Trung. Về mặt hành chính, quận này được chia thành 5 nhai đạo biện sự xứ, 16 trấn, 18 hương.
- Nhai đạo biện sự xứ: Ngao Phong, Tây Lâm, Trừng Giang, Tế Xuyên, Kính Đình.
- Trấn: Thủy Đông, Tôn Phụ, Chu Vương, Ly Kiều, Cổ Tuyền, Thủy Dương, Tân Hà, Hồng Lâm, Song Khê, Dương Liễu, Hàn Đình, Văn Xương, Trầm Thôn, Cổ Khê, Hướng Dương, Tân Điền.
- Hương: Kim Bá, Cao Kiều, Hoa Dương, Dương Lâm, Đinh Điếm, Kiến Quốc, Kỳ Bàn, Chu Kiều, Dưỡng Hiền, Cừu Công, Dương Tứ, Nhạ Sí, Vệ Đông, Phong Sơn, Hạ Độ, Tảm Thôn, Nam Hồ, Ngũ Tinh.